# Cristo de la Humildad y Paciencia (Las Palmas de Gran Canaria)
El Santísimo Cristo de la Humildad y Paciencia es una imagen de Jesús de Nazaret que evoca el momento de la pasión de Jesús cuando éste sale del interrogatorio de Anás y se encuentra con san Pedro. Se venera en la parroquia de San Francisco de Asís del barrio de Triana de Las Palmas de Gran Canaria, Gran Canaria (Islas Canarias, España). 
Actualmente sale el Viernes Santo en la Procesión Magna Interparroquial de Las Palmas de Gran Canaria.

## Autor
Esta efigie de Jesús Cautivo, data del siglo XVI y es la escultura más antigua de la Semana Santa de Las Palmas de Gran Canaria, en cuanto a imágenes de Cristo se refiere. Se desconoce su autoría pero se sabe que a inicios del siglo XIX estaba harto deteriorada. Por eso querían encargar una nueva al máximo exponente de la escultura barroca en Canarias, José Luján Pérez, el encargo fue aceptado sólo parcialmente, porque el escultor guíense reconoce la gran calidad de la obra que se pretendía quitar del culto, respetó la cabeza y modeló el cuerpo del Cristo.
Para que la efigie del Cristo no procesionara sola Luján Pérez hizo en 1804 la imagen de san Pedro Penitente, también talló un san Juan Evangelista para que acompañara al Señor.
Una de las particularidades de esta imagen es que a pesar de ser su advocación "de la Humildad y Paciencia", su iconografía es la de un Jesús Cautivo o maniatado.

## Salidas Procesionales
El Cristo de la Humildad y Paciencia salía antiguamente el Lunes Santo hasta que en 1978, empezó a salir el Viernes Santo en la procesión magna interparroquial. Cuando la imagen salía el Lunes Santo a su procesión se la denominaba la Procesión del Clero, porque a ella acudían, formando dos largas filas, los sacerdotes de la ciudad, representantes de la órdenes religiosas, el seminario; la presidía el obispo de Canarias, que era acompañado por el cabildo Catedral de Canarias.
Hasta 1961 inexplicablemente el Nazareno y el apóstol Pedro salían separados, cuando el artífice de Guía concibió y realizó a san Pedro Penitente, postrado de rodillas, con las manos entrelazadas y la mirada dirigida hacia lo alto, para que formara un grupo escultórico con el Señor de la Humildad y Paciencia.

## Lugares donde recibió culto
Antiguamente se veneraba en la ermita de Nuestra Señora de los Remedios que existió hasta finales de la decimoctava centuria junto al Guiniguada; más tarde al arruinarse el templo fue trasladada a la iglesia conventual de las clarisas y en ella permaneció hasta 1840. En ese año, al producirse la exclaustración de las religiosas y el derribo del monacato, pasó a la parroquia de San Francisco. El Señor de la Humildad y Paciencia salía procesionalmente desde la ermita de Nuestra Señora de los Remedios.